# 서곡
서곡(序曲)은 발레, 오페라 또는 오라토리오에서 활용된 기악 도입부 음악을 가리킨다. 본래 프랑스어로 시작(opening)을 의미하는 "ouverture"의 번역어이다. 

## 각국어 표기
- 프랑스어 : ouverture [u.vɛʁ.tyʁ]
- 영어 : overture [ˈouvətjuə]
- 독일어 : Ouvertüre [uveʀˈtyːʀə]
- 이탈리아어 : ouvertura [ouvertuːra][1]
- 러시아어 : увертюра [uvertjúra]

## 개요
작품명 등에서 서곡은 영어에 기초한 "오버추어", 이탈리아어에 기초한 "오베르투라"라는 단어도 이용될 수 있다. "오베르튀르" 등의 표기도 가능하지만, 표준 프랑스어에서는 "ou"의 철자는 u로 발음하기 때문에, "우베르튀르"에 가깝다.
서곡은 오페라, 연극 부수 음악, 고전 모음곡 등의 개시부에 놓여져서 도입적인 역할을 하는 음악이다. 오페라나 극 부수음악 등 극음악의 서곡과 모음곡 등의 서곡에서는, 다소 성격을 달리하지만, 앞좌석의 음악이라고 하는 위치가 아니라, 전체의 개시에 어울리는 규모와 내용을 갖는 것이 일반적이다.

## 성격

### 극음악의 서곡
원래 극음악의 서곡은 청중이 아직도 웅성거리는 가운데 청중의 주의를 끌 목적을 갖고 연주되었다. 대체로 극 전체의 성격이나 줄거리를 예고하듯 작곡되었다. 오페라 등 성악을 수반하는 극음악에서도 서곡은 기악(오케스트라)으로만 연주되기 때문에 기악의 형식으로 구성된다. 바로크 시기에는 프랑스풍 서곡 형식, 고전주의 시기 이후 소나타 형식이 확립된 이후에는 소나타 형식이나 그 간략한 형식인 서곡 형식으로 쓰이는 것이 일반적이다.  이렇게 해서 서곡은 교향곡의 첫 악장과 동등한 악식과 이야기성을 겸비하게 된다.

### 모음곡의 서곡
바로크 음악에서 고전 모음곡의 각 악곡은 무곡을 중심으로 구성되지만, 제1곡은 무곡 형식이 아니라 프랑스풍 서곡 형식으로 작곡되고는 했다. 프랑스풍 서곡이 딸린 모음곡은 본래 모음곡 전체가 "서곡"으로 명명되었다. 바흐의 관현악 모음곡, 클라비어 연습곡집 제2권의 프랑스풍 서곡 나단조 등이 그 대표적인 작례이다.

## 연주회용 서곡과 전주곡

### 연주회용 서곡
베토벤 이후 오페라나 극 부수 음악의 서곡은 극 전체의 줄거리나 분위기를 정리해 미리 전달되도록 만들어졌기 때문에 스토리성을 가지게 되었고, 나중에는 교향시 등의 표제 음악으로 발전해 갔다. 또한, 서곡만을 연주회에서 독립적으로 연주하는 경우가 생기게 되면서, 오직 서곡만을 연주회용 서곡으로 작곡하게 되었다.
그보다 이전으로 올라가 보면, 17세기 이탈리아에서 오페라의 서곡으로 쓰인 신포니아가 교향곡으로 발전했다는 사실을 알 수 있으며, 또 다시 거슬러 올라가 보면, 전술한 바와 같이 프랑스풍 서곡을 중심으로 한 관현악 모음곡(바흐 작품으로 대표됨)이라는 것이 프랑스 오페라에서 유래한 서곡이나 무곡이 극 음악에서 독립하여 연주회용의 기악곡으로 변화된 장르라는 것을 알 수 있다.

### 전주곡
오페라의 서곡에 있어서는, 낭만파 중기부터 극이 시작되기 전에 장황하고 극의 개시 자체와는 관계없는 종명적인 서곡이 연주되는 것에 비해, 더 짧고 속임수가 없으며 극의 개시와 일체화된 곡이 작곡되게 되었는데, 이것은 "전주곡(prelude)이라고 명명되었다.
현재는 서곡이 오로지 연주회용으로 작곡되고 있지만, 모음곡 등에서는 본래의 목적으로 사용되고 있다.

## 잘 알려진 (연주회용) 서곡
- 4개의 오케스트라를 위한 서곡, BWV 1066~1069 (바흐)
- 돈 조반니 서곡 (모차르트)
- 피가로의 결혼 서곡 (모차르트)
- 4개의 피델리오를 위한 서곡 (베토벤)
- 코리올란 서곡 (베토벤)
- 헌당식 서곡 (베토벤)
- 에그몬트 서곡 (베토벤)
- 대학 축전 서곡 (브람스)
- 비극적 서곡 (브람스)
- 한여름밤의 꿈 서곡 (멘델스존)
- 헤브리디스 제도 서곡 (멘델스존 )
- 로마의 사육제 서곡 (베를리오즈)
- 해적 서곡 (베를리오즈)
- 종교재판관 서곡 (베를리오즈)
- 웨이벌리 서곡 (베를리오즈)
- 리어왕 서곡 (베를리오즈)
- 로브 로이 서곡 (베를리오즈)
- 축전 서곡 op.133 (생상스)
- 호두까기 인형 서곡 (차이콥스키)
- 1812년 서곡 (차이콥스키)
- 햄릿 서곡 (차이콥스키)
- 로미오와 줄리엣 서곡  (차이콥스키)
- 코카인 서곡 (엘가)
- 프루아사르 서곡 (엘가)
- 서곡 (제르멘 타유페르)
- 쿠바 서곡 (거슈윈)
- 플랑드르 서곡 ( 윌리 오스틴 )